# حركة تراجعية وتقدمية

نموذج لمدار تراجعي يمثل قمر (الأحمر) يدور في الاتجاه المعاكس لدوران الجسم الرئيسي حول نفسه (الأزرق / الأسود)

الحركة التراجعية في علم الفلك بشكل عام هي حركة مدارية أو دورانية لجسم ما في عكس اتجاه دوران جرمه الأساسي الذي يُشكِّل الجسم المركزي (الشكل إلى اليمين). وربما يُمكنها وصف حركات أخرى مثل البدارية أو التمايل للمحور الدوراني لجسم ما. الحركة التقدمية أو الحركة المباشرة هي حركة أكثر طبيعية في نفس الاتجاه الذي يدور فيه الجسم الأساسي. علاوة على ذلك، يمكن أن تشير أيضًا كل من «الحركة التراجعية» و«الحركية التقدمية» إلى جسم آخر غير الجسم الأساسي إذا وُصف بهذه الحركة. يحدد الإطار المرجعي القصوري، مثل النجوم الثابتة البعيدة اتجاهَ الدوران.
تدور كل الكواكب وأغلب الأجسام الأخرى حول الشمس في نظامنا الشمسي بحركة تقدمية، أي في نفس اتجاه دوران الشمس حول نفسها، إلّا في حالة بعض المذنبات. تدور الكواكب حول نفسها في حركة تقدمية (بعكس عقارب الساعة بشكل مطابق للشمس) ما عدا الزهرة وأورانوس (يدوران حول نفسيهما باتجاه عقارب الساعة). تدور معظم الأقمار الطبيعية حول كواكبها في حركة تقدمية. تدور أقمار أورانوس ذات الحركة التقدمية في نفس اتجاه دوران أورانوس حول نفسه (أي مع عقارب الساعة)، وهذا ما يُعتبر حركة تراجعية بالنسبة للشمس. تتمتع جميع الأقمار النظامية والمقيدة مديًا تقريبًا بحركة تقدمية. تعَد الأقمار ذات الحركة التراجعية بشكل عام صغيرة وبعيدة عن كواكبها، ما عدا قمر نبتون ترايتون، فهو كبير وقريب من كوكبه. يُعتقد أنّ كل الأقمار التي تتميز بحركة تراجعية قد تشكلت بشكل منفصل قبل أن تستولي عليها كواكبها.
وُضعت أغلب الأقمار الاصطناعية ذات الميل الصغير حول الأرض في مدارات تقدمية، بسبب الحاجة إلى وقود أقل في هذه الحالة من أجل الوصول إلى المدار عند إطلاق القمر في اتجاه تقدمي.

## تشكل الأنظمة السماوية
عندما تتشكل مجرة أو نظام كوكبي، تأخذ مواده شكل قرص. تدور أغلب المواد في اتجاه واحد. يعود هذا التماثل في الحركة إلى انهيار سحابة الغاز. يمكن تفسير طبيعة الانهيار عن طريق مبدأ يُدعى حفظ الزخم الزاوي. في عام 2010، وضع اكتشاف عدة مشتريات حارة ذات مدارات عكسية نظريات تشكل الأنظمة الكوكبية موضع شك. يمكن تفسير ذلك عن طريق ملاحظة عدم تشكل النجوم وكواكبها بمعزل عن بعضها، بل في العناقيد النجمية التي تحتوي على السحب الجزيئية. عندما يصطدم قرص كوكبي أولي بسحابة أو يسحب مواد منها، من الممكن أن يؤدي هذا إلى حركة تراجعية للقرص والكواكب الناتجة عنه.

## العوامل المدارية والدورانية

### الميلان المداري
يشير الميل المداري للجسم السماوي فيما ما إذا كان مدار الجسم تقدميًا أو تراجعيًا. ميل الجسم السماوي هو الزاوية بين المستوى المداري وأي إطار مرجعي آخر مثل المستوى الاستوائي للجرم الأساسي للجسم (الجرم الذي يدور حوله الجسم). في المجموعة الشمسية، يُقاس ميل الكواكب اعتبارًا من مستوى مسار الشمس، وهو مستوى مدار الأرض حول الشمس. يُقاس ميل الأقمار اعتبارًا من خطوط استواء الكواكب التي تدور حولها هذه الأقمار. يدور الجسم ذو زاوية الميلان المداري بين 0 و90 درجة في نفس اتجاه دوران جرمه الأساسي (مدار تقدمي). أمّا الجسم الذي يتمتع بزاوية ميلان مداري تساوي 90 درجة تمامًا فيتميز بمدار عمودي، وهو ليس تراجعيًا ولا تقدميًا. أمّا الجسم الذي تتراوح زاوية ميلانه المداري بين 90 و180 درجة فيتميز بمدار تراجعي. 

### الميل المحوري
يشير الميل المحوري لجسم سماوي فيما إذا كان دوران الجسم حول نفسه تقدميًا أو تراجعيًّا. الميل المحوري هو الزاوية بين محور دوران الجسم حول نفسه وبين الخط العمودي على مستوى الجسم المداري الذي يمر من مركزه. يدور الجسم ذو الميل المحوري الذي يصل إلى 90 درجة بنفس اتجاه دوران جرمه الأساسي. يتميز الجسم ذو الميل المحوري المساوي لـ90 درجة تمامًا بدوران عمودي، وهو ليس تقدميًا أو تراجعيًا. يدور الجسم ذو الميل المحوري المتراوح بين 90 إلى 180 درجة حول نفسه بعكس جهة دورانه المداري. وبصرف النظر عن الميلان المداري أو الميل المحوري، يُعرّف القطب الشمالي لأي كوكب أو قمر في المجموعة الشمسية بأنه القطب الموجود في نفس نصف الكرة السماوي الموجود فيه القطب الشمالي للأرض.